# RSC Anderlecht (Superleague Formula)
RSC Anderlecht is een Belgisch racingteam dat deelneemt aan de Superleague Formula. Het team is gebaseerd op de voetbalclub RSC Anderlecht dat deelneemt aan de Eerste Klasse.

## 2008
In 2008 werd RSC Anderlecht zesde in de eindstand. De Brit Craig Dolby reed alle races voor het team. Het beste resultaat was een tweede positie, dat hij tweemaal haalde op de Nürburgring en eenmaal op Zolder. In dit jaar werd het team gerund door Team Astromega.

## 2009
In 2009 reed de Nederlander Yelmer Buurman, die het jaar ervoor tweede werd voor PSV Eindhoven, alle races voor Anderlecht. Dolby rijdt dit jaar voor Tottenham Hotspur FC. Dit jaar werd het team gerund door voormalig Formule 1-constructeur Zakspeed. Op Jarama won Buurman de eerste race en de Super Final.

## 2010
In 2010 keert Buurman niet terug, hij gaat voor AC Milan rijden. De nieuwe coureur voor het team is de Italiaan Davide Rigon. Opnieuw heeft het team een nieuwe constructeur, Azerti Motorsport runt Anderlecht dit jaar. RSCA wist met Davide Rigon het kampioenschap te winnen.
Actief in 2011: RSC Anderlecht · Atlético Madrid · Team Australië · Team Brazilië · Team China · Team Engeland · Galatasaray SK · Girondins de Bordeaux · Team Japan · Team Luxemburg · Team Nederland · Team Nieuw-Zeeland · PSV Eindhoven · Team Rusland · Sparta Praag · Team Zuid-Korea
Niet actief: Al Ain FC · FC Basel · Beijing Guoan · Borussia Dortmund · SC Corinthians Paulista · Clube de Regatas do Flamengo · Liverpool FC · FC Midtjylland · AC Milan · Olympiakos Piraeus · Olympique Lyonnais · FC Porto · Glasgow Rangers · AS Roma · Sevilla FC · Sporting Clube de Portugal · Tottenham Hotspur FC